# Falcileptoneta japonica
Falcileptoneta japonica är en spindelart som först beskrevs av Simon 1893.  Falcileptoneta japonica ingår i släktet Falcileptoneta och familjen Leptonetidae. Inga underarter finns listade i Catalogue of Life.